# Ligne Fukutoshin
La ligne Fukutoshin (東京地下鉄鉄副都心線, Tōkyō Chikatetsu Fukutoshin-sen) est une ligne du métro de Tokyo au Japon gérée par la compagnie Tokyo Metro. Elle relie la station de Wakōshi à la station de Shibuya. S'étendant sur une distance de 20,2 km, elle part de la ville de Wakō dans la préfecture de Saitama puis traverse Tokyo du nord-ouest au sud-ouest en passant dans les arrondissements d'Itabashi, Nerima, Toshima, Shinjuku et Shibuya. Elle est également connue comme ligne 13. Sur les cartes, la ligne est de couleur marron et identifiée par la lettre F.

## Histoire
Un premier segment de 3,2 kilomètres de Kotake-Mukaihara à Ikebukuro, connu sous le nom de nouvelle ligne Yūrakuchō (有楽町新線, Yūrakuchō Shin-sen) a ouvert en 1994. Le 14 juin 2008, la section entre Shinjuku et Shibuya par l'intermédiaire de Sendagaya et de Meiji a été inaugurée.

## Objectifs
Les objectifs principaux de la ligne sont de soulager la congestion sur le tronçon Ikebukuro-Shinjuku-Shibuya (auparavant  desservi seulement par la JR East) et de fournir le service entre le nord-ouest de Tokyo, le sud-ouest de Tokyo et le centre de la ville.

## Interconnexions
La ligne est interconnectée à Wakōshi avec la ligne Tōjō de la Tōbu, à Kotake-Mukaihara avec la ligne Yūrakuchō  de la Seibu et à Shibuya avec la ligne Tōyoko de la Tōkyū.

## Stations
La ligne comporte 16 stations, identifiées de F-01 à F-16.
| Numéro | Station             | Nom japonais | Distance (km) | Correspondances | Ville    | Ville   |
| ------ | ------------------- | ------------ | ------------- | --- | -------- | ------- |
| F01    | Wakōshi             | 和光市       | 0             | Tokyo Metro : Yūrakuchō Tōbu : Tōjō (interconnexion)                                                                                      | Wakō     | Saitama |
| F02    | Chikatetsu-Narimasu | 地下鉄成増   | 2,2           | Tokyo Metro : Yūrakuchō | Itabashi | Tokyo   |
| F03    | Chikatetsu-Akatsuka | 地下鉄赤塚   | 3,6           | Tokyo Metro : Yūrakuchō | Nerima   | Tokyo   |
| F04    | Heiwadai            | 平和台       | 5,4           | Tokyo Metro : Yūrakuchō | Nerima   | Tokyo   |
| F05    | Hikawadai           | 氷川台       | 6,8           | Tokyo Metro : Yūrakuchō | Nerima   | Tokyo   |
| F06    | Kotake-Mukaihara    | 小竹向原     | 8,3           | Tokyo Metro : Yūrakuchō Seibu : Yūrakuchō (interconnexion)                                                                                | Nerima   | Tokyo   |
| F07    | Senkawa             | 千川         | 9,4           | Tokyo Metro : Yūrakuchō | Toshima  | Tokyo   |
| F08    | Kanamechō           | 要町         | 10,4          | Tokyo Metro : Yūrakuchō | Toshima  | Tokyo   |
| F09    | Ikebukuro           | 池袋         | 11,3          | Tokyo Metro : Marunouchi, Yūrakuchō JR East : Saikyō, Shōnan-Shinjuku, Yamanote Seibu : Ikebukuro Tōbu : Tōjō                             | Toshima  | Tokyo   |
| F10    | Zōshigaya           | 雑司が谷     | 13,1          | Toei : Toden Arakawa (à Kishibojinmae) | Toshima  | Tokyo   |
| F11    | Nishi-Waseda        | 西早稲田     | 14,6          | | Shinjuku | Tokyo   |
| F12    | Higashi-Shinjuku    | 東新宿       | 15,5          | Toei : Ōedo | Shinjuku | Tokyo   |
| F13    | Shinjuku-sanchōme   | 新宿三丁目   | 16,6          | Tokyo Metro : Marunouchi Toei : Shinjuku                                                                                                  | Shinjuku | Tokyo   |
| F14    | Kitasandō           | 北参道       | 18,0          | | Shibuya  | Tokyo   |
| F15    | Meiji-Jingūmae      | 明治神宮前   | 19,2          | Tokyo Metro : Chiyoda JR East : Yamanote (à Harajuku)                                                                                     | Shibuya  | Tokyo   |
| F16    | Shibuya             | 渋谷         | 20,2          | Tokyo Metro : Ginza, Hanzōmon JR East : Saikyō, Shōnan-Shinjuku, Yamanote Keiō : Inokashira Tōkyū : Den-en-toshi, Tōyoko (interconnexion) | Shibuya  | Tokyo   |

À noter que la ligne Fukutoshin utilise les mêmes voies que la ligne Yūrakuchō entre Wakōshi et Kotake-Mukaihara.

## Matériel roulant
La ligne Fukutoshin est parcourue par les trains des compagnies Tokyo Metro, Seibu, Tōbu, Tōkyū et Yokohama Minatomirai Railway.

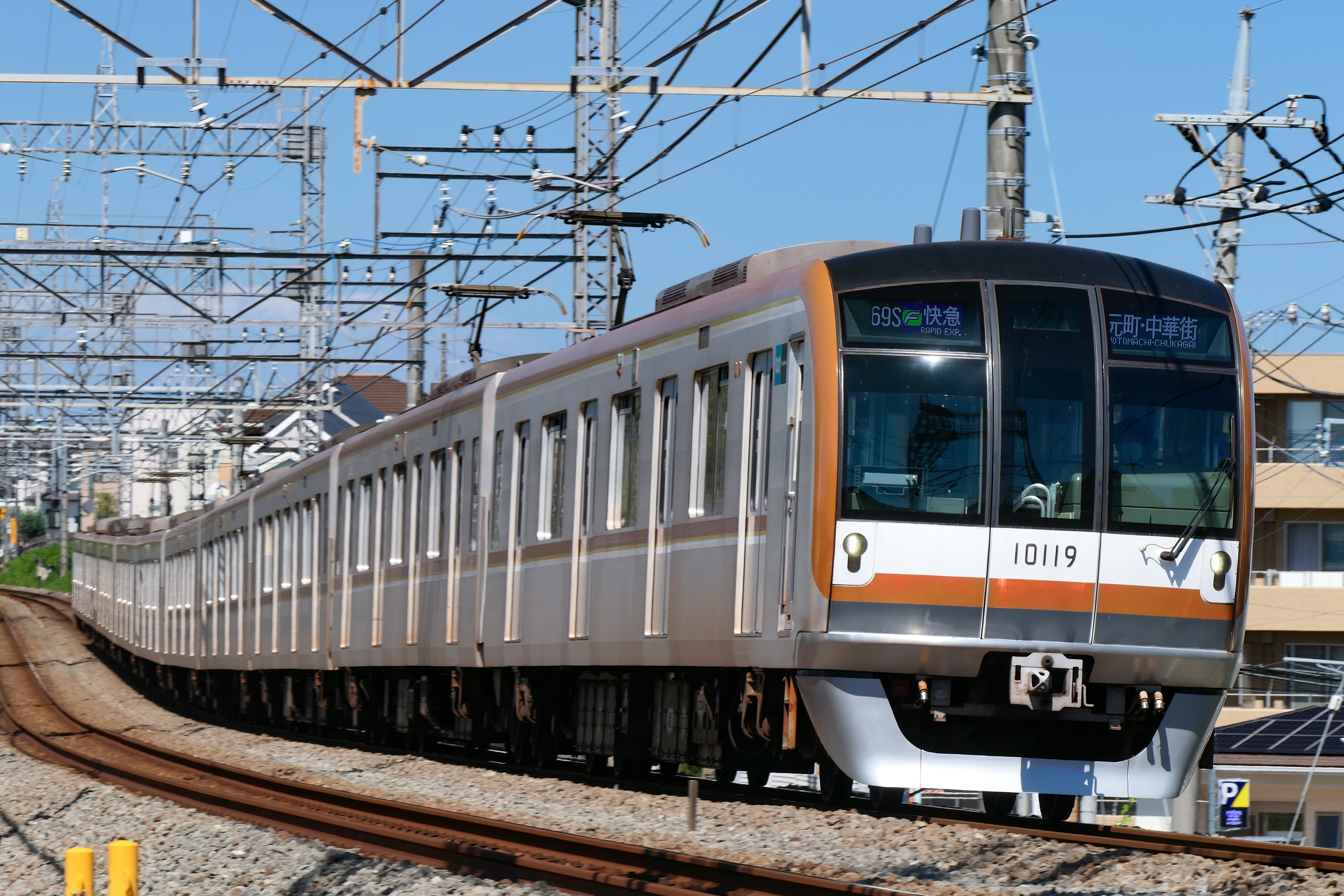
Tokyo Metro série 10000
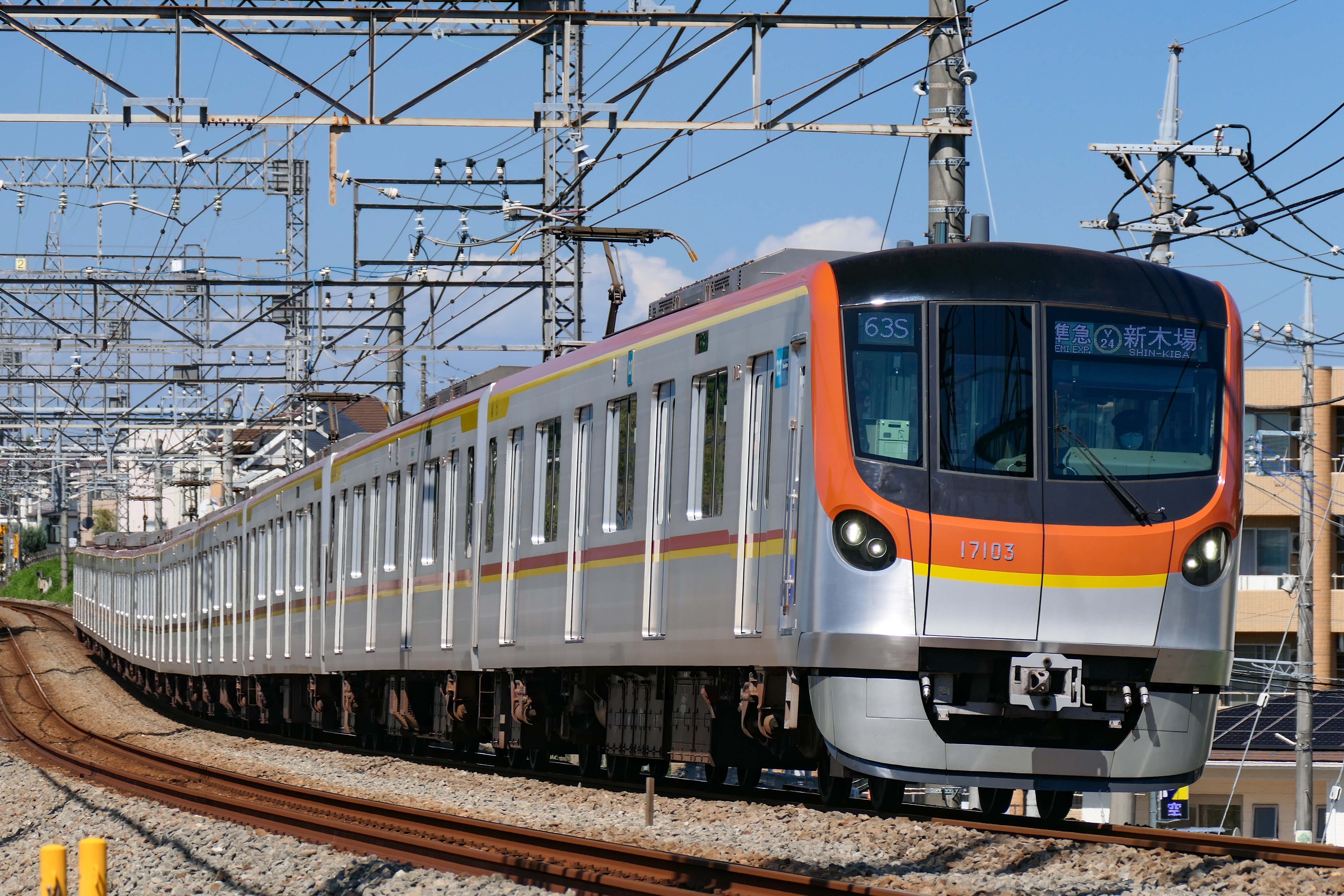
Tokyo Metro série 17000
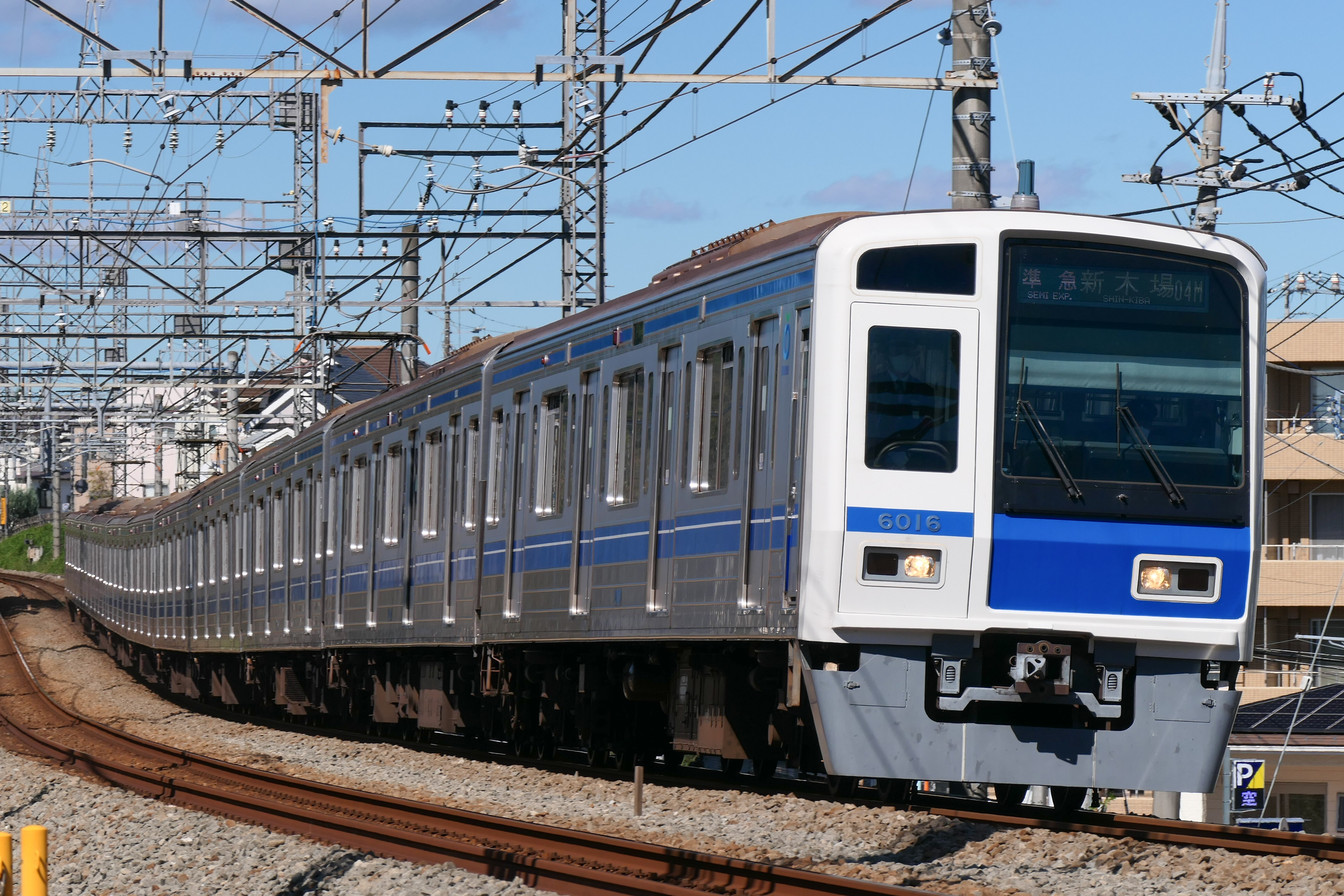
Seibu série 6000 / 6050
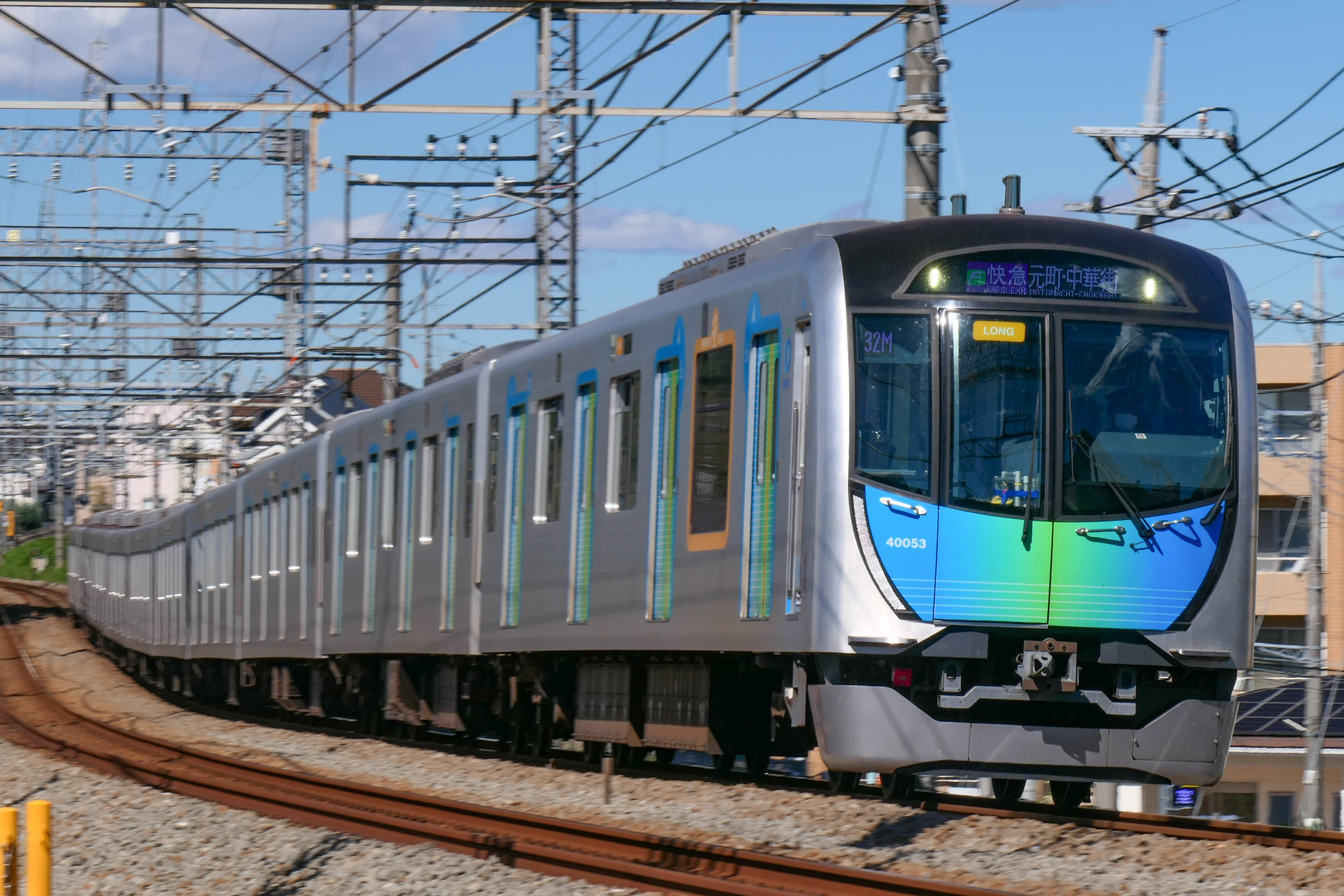
Seibu série 40000
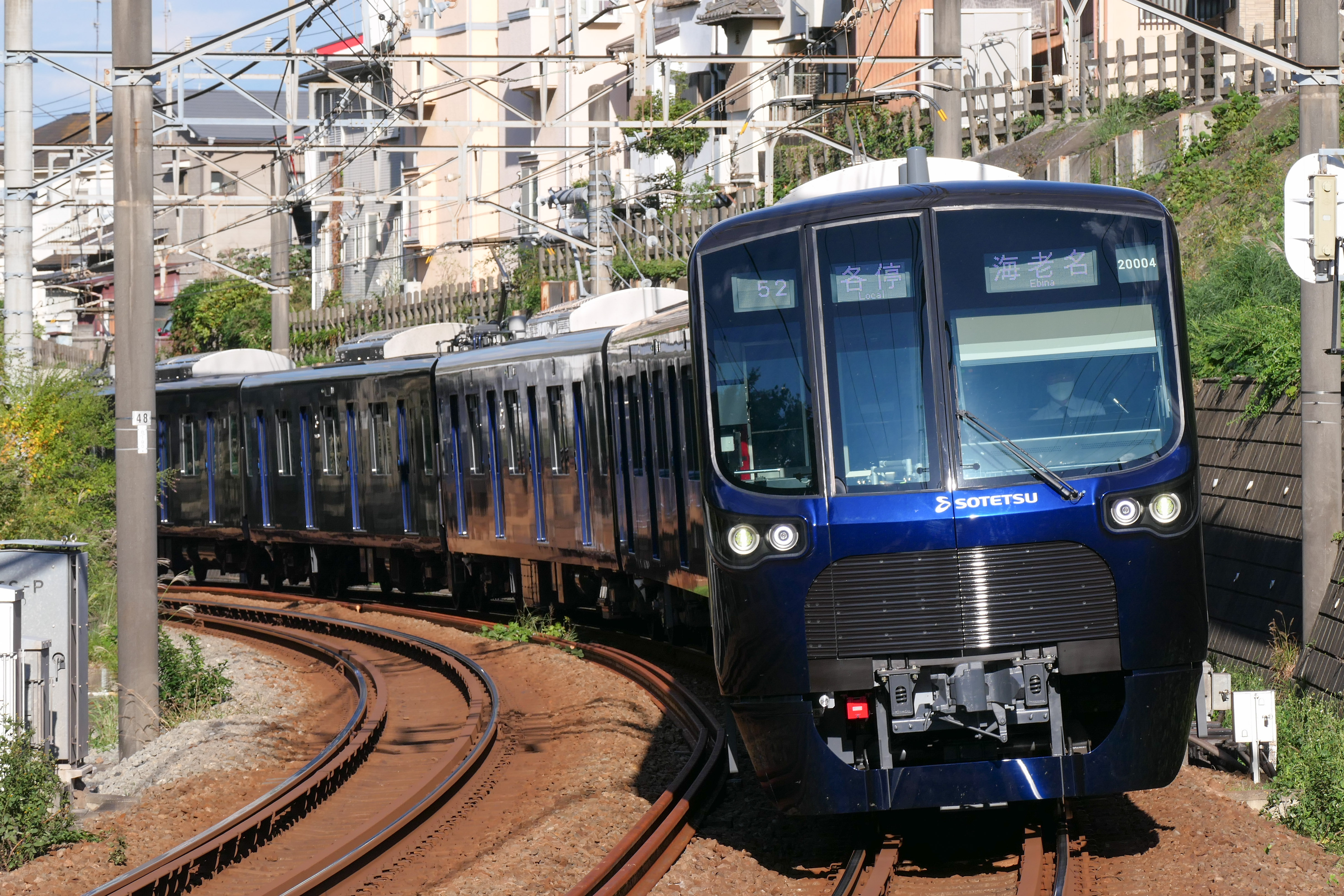
Sotetsu série 20000
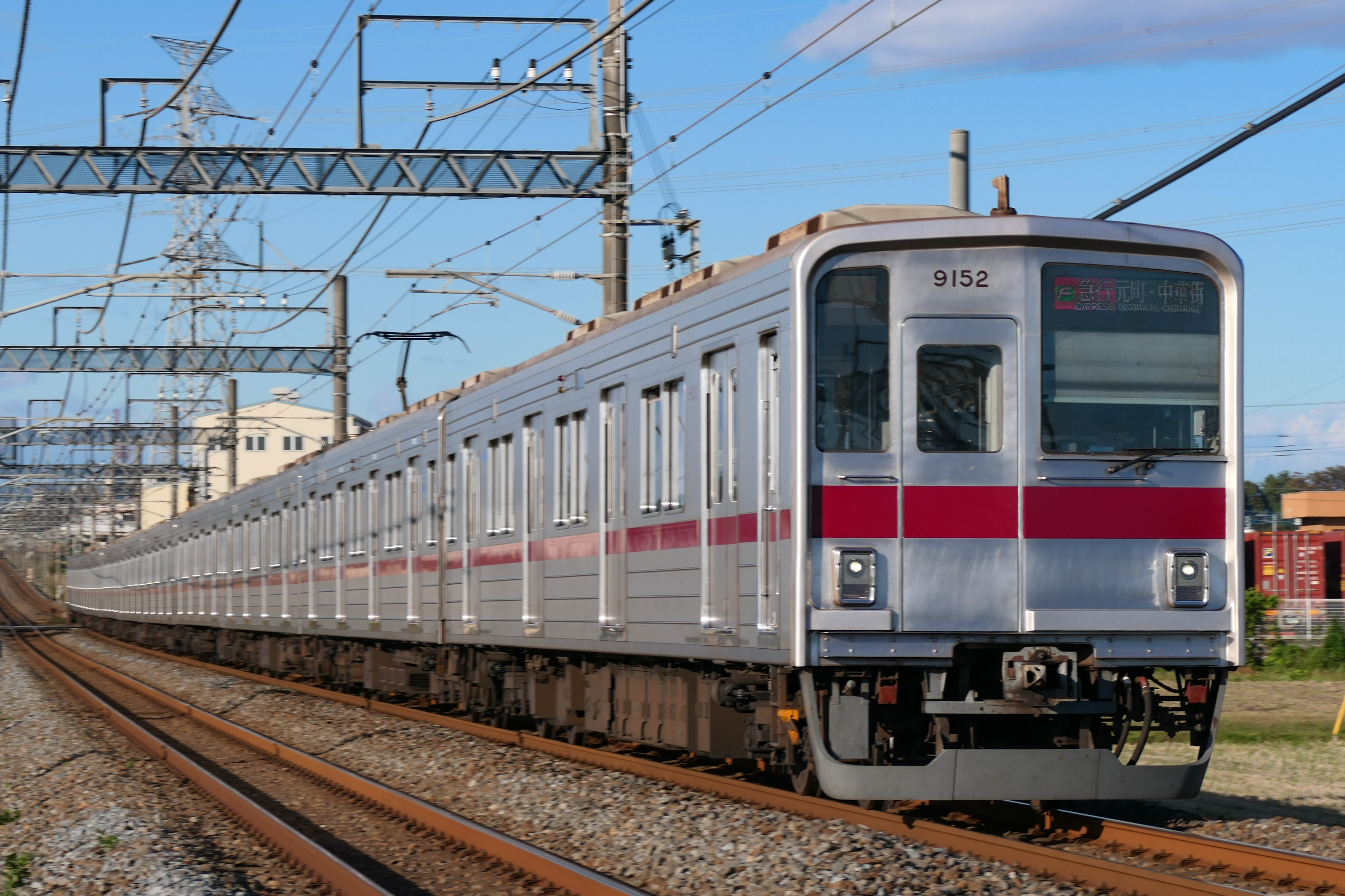
Tōbu série 9000 / 9050
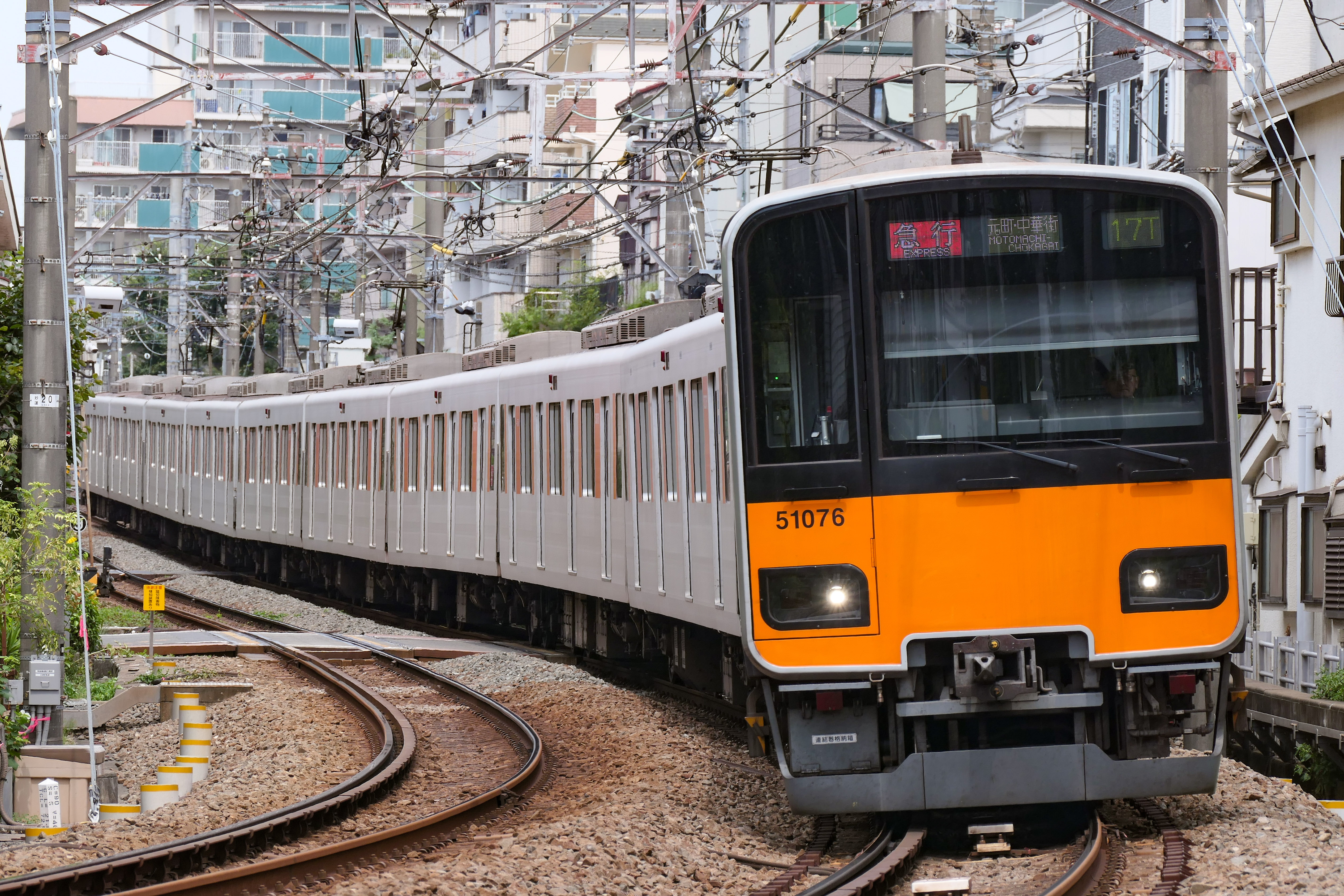
Tōbu série 50070
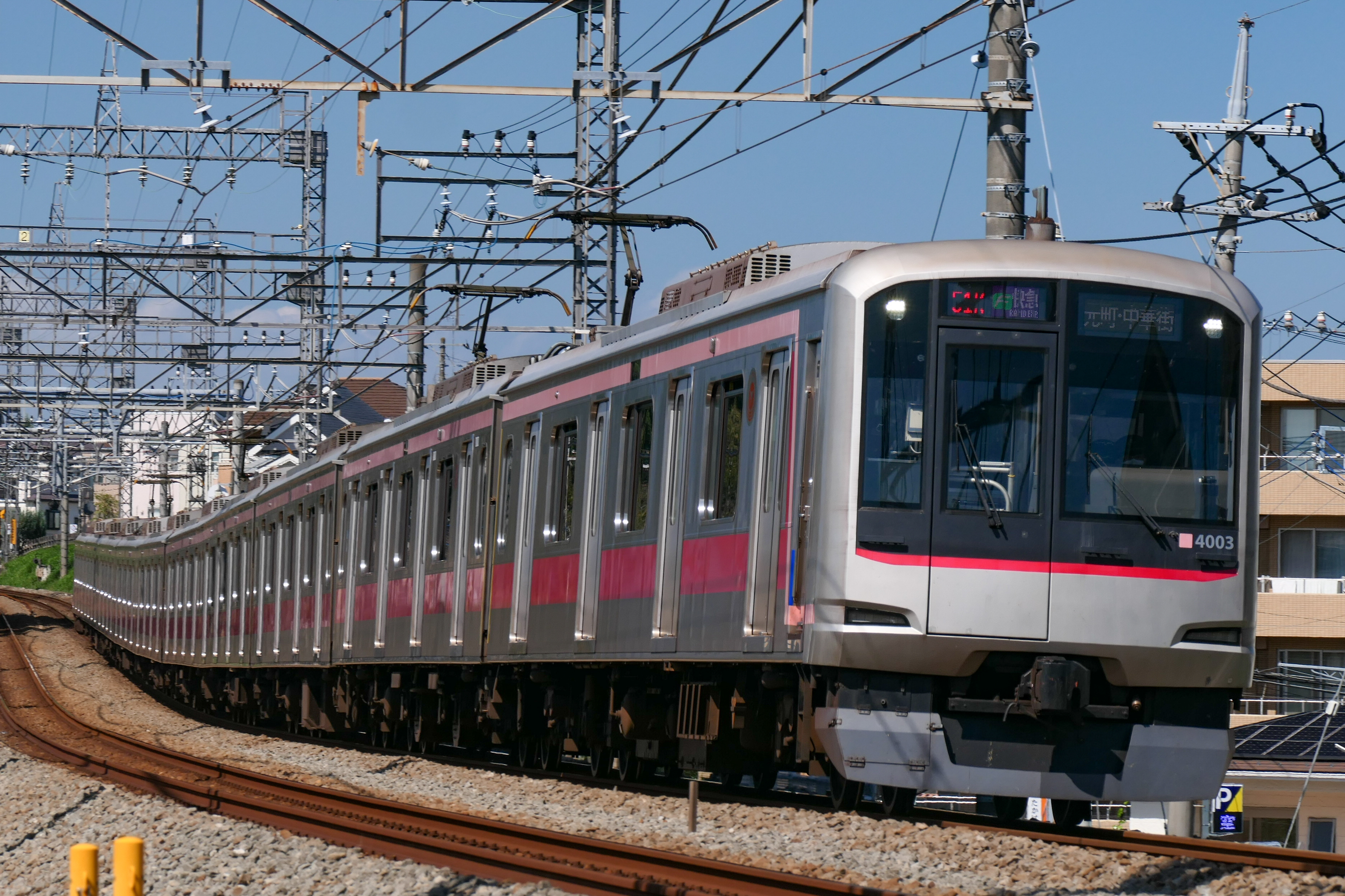
Tōkyū série 5050-4000
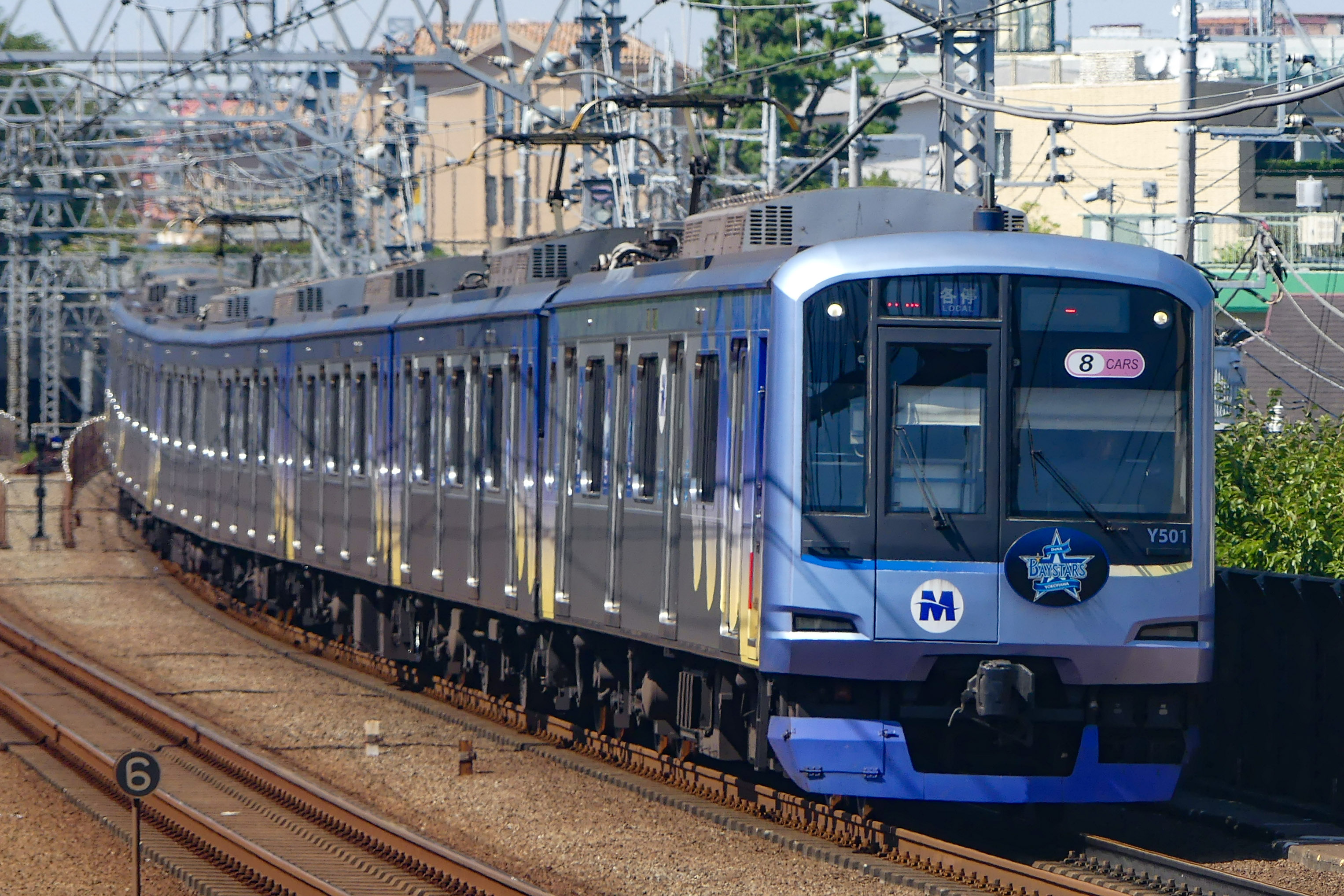
Yokohama Minatomirai Railway série Y500